# 212723 Кличко
212723 Кличко́ (212723 Klitschko) — астероїд головного поясу, відкритий 14 вересня 2007 року в Андрушівській астрономічній обсерваторії. Названий на честь Віталія та Володимира Кличків. 